# واجد علي شاه
أَبُو الْمَنْصُورِ مِيرزَا مُحَمَّد وَاجِد عَلِيٍّ شَاه بَنُ مُحَمَّدٍ أَمْجَد بَنُ مُحَمَّد عَلِي بَنُ سَعَادَت عَلِيٍّ بِنِ شُجَاعِ الدَّولَة بِنِ صَفدَر جَنك النِّيشَاپُورِيِّ (بالأرديَّة: ابُو المَنصُور مِرزَا وَاجِد عَلِی شَاه بنُ امجَد عَلِی بنِ مُحَمَد عَلِی بنِ سَعَادَت عَلِی بنِ شُجَاع الدَولَه بنِ صَفدَر جَنگ نَیسَاپُورِی، وبالفارسيَّة: ابُوالمَنصُور مِيرزَا وَاجِد عَلِی‌شَاه بنُ امجَد عَلِی بنِ مُحَمَد عَلِی بنِ سَعَادَت عَلِی بنِ شُجَاع‌الدَولَه بنِ صَفدَر جَنگ نَیشَاپُورِی) (12 ذو القعدة 1237هـ المُوافق فيه 30 تموز (يوليو) 1822م - 13 ذو الحجة 1304هـ المُوافق فيه 1 أيلول (سپتمبر) 1887م)‌ الشَّهير اختصارًا بِـ«واجد علي شاه» هو الملك الحادي عشر لدولة أوده التي حكمت في الديار الهنديَّة لما يُقارب مائة وثلاثين عامًا. وقد حكم بلاد آبائه من سنة 1263هـ المُوافقة لِسنة 1847م حتَّى سنة 1272هـ المُوافقة لِسنة 1856م. كان واجد علي ملكًا وشاعرًا كبيرًا ترك عميق الأثر في الثقافة الهندستانيَّة أي الهنديَّة والپاكستانيَّةأ[›] وقد كتب أشعاره بِتخلُص «أختر»ب[›] وهي كلمة فارسيَّة معناها «النجم». كان واجد علي شاه آخر مُلُوك الشيعة في الهند وآخر مُلُوك الدولة الأودهيَّة بعد غزوها على يد البريطانيين بِتاريخ 5 جُمادى الآخرة 1272هـ المُوافق 11 شُباط (فبراير) 1856م.

## حواشٍ
- ^ أ: يُشير مُصطلح هندستان إلى الدول التي تقبع في شبه القارة الهنديَّة، إذًا فالثقافة الهندُستانيَّة أو الهندوستانيَّة تُشير إلى مُجمل ثقافات تلكُمُ المنطقة كالثقافة الهنديَّة والپاكستانيَّة والبنغاليَّة.

- ^ ب: تخلص (في الشعر الفارسي والأورودي والتركي) هو اسمٌ قلمي يختارُه الشَّاعر لِنفسه بديلًا عن اسمه الحقيقي ليُدرج في قصيدته، وقد اختار الملك واجد علي شاه لنفسه اسم «أختر».

## انظُر أيضًا
- دولة أوده
- أمجد علي شاه
- نواب أوده
- بيجوم حضرة محل
- يا أبتاه إني تارك الديار